# Anna Domosławska-Wyderska
Anna Małgorzata Domosławska-Wyderska – polska lekarz weterynarii, doktor habilitowany nauk rolniczych, adiunkt na Uniwersytecie Warmińsko-Mazurskim w Olsztynie, specjalistka od rozrodu zwierząt.

## Kariera naukowa
W 2001 roku na Uniwersytecie Warmińsko-Mazurskim w Olsztynie uzyskała tytuł lekarza weterynarii. W 2006 roku na Wydziale Medycyny Weterynaryjnej tej samej uczelni uzyskała stopień doktora nauk weterynaryjnych  na podstawie rozprawy pt. Zachowawcze leczenie suk z zespołem endometritis-pyometra przy zastosowaniu blokera receptorów progesteronu-aglepristonu, której promotorem był Tomasz Janowski. W tym samym roku została zatrudniona na tejże uczelni, a w 2019 roku uzyskała na jej Wydziale Medycyny Weterynaryjnej stopień doktora habilitowanego nauk rolniczych w dyscyplinie weterynarii na podstawie pracy pt. Wpływ suplementacji selenu i witaminy E na jakość nasienia i jego status oksydacyjny u psów z obniżoną płodnością.